# Цибулько Володимир Михайлович
Володи́мир Миха́йлович Цибу́лько (19 вересня 1924 , Ровеньки, Луганська округа, Донецька губернія, Українська СРР, СРСР  — 14 квітня 1987 , Москва ) — радянський державний і партійний діяч,1-й секретар Київського обкому КПУ. Кандидат у члени ЦК КПУ в 1966 — квітні 1969 р. Член ЦК КПУ в квітні 1969 — 1986 р. Кандидат у члени Політбюро ЦК КПУ в липні 1972 — лютому 1976 р. Депутат Верховної Ради УРСР 7-го скликання. Депутат Верховної Ради СРСР 8—11-го скликань (у 1970—1986 роках). Член ЦК КПРС у 1971—1986 р.

## Біографія
Народився 19 вересня 1924 року в місті Ровеньки, тепер Луганської області в родині службовця. Українець. У 1941 році закінчив середню школу. З початком німецько-радянської війни евакуювався з родиною до Казахстану, працював у колгоспі.
У серпні 1942 року призваний до лав Червоної армії. Закінчив Тамбовське танкове училище, евакуйоване до Семипалатинська. Воював на Центральному, Білоруському, 1-у Білоруському фронтах командиром мінометної роти 47-го стрілецького полку 15-ї стрілецької дивізії, капітан. За роки війни отримав контузію, одне легке та два важких поранення. Член ВКП(б) з 1944 року.
Після демобілізації за станом здоров'я (інвалід ІІ групи) з 1945 року працював завідувачем відділу кадрів виконавчого комітету Ровеньківської районної ради депутатів трудящих Ворошиловградської області.
З 1947 року — на комсомольській роботі: завідувач відділу, 1-й секретар районного комітету ЛКСМУ.
У 1949—1956 роках — секретар, 1-й секретар Сталінського обласного комітету ЛКСМУ.
У 1950 році закінчив Донецький педагогічний інститут і отримав диплом вчителя історії.
У 1956—1958 роках — слухач Вищої партійної школи при ЦК КПРС.
З 1958 року — інструктор Сталінського обласного комітету КПУ, 1-й секретар Калінінського районного комітету КПУ міста Сталіно.
У 1961—1966 роках — завідувач відділу партійних органів Донецького обласного комітету КПУ.
У 1965 році закінчив заочно факультет економіки Київського інституту народного господарства.
З 8 січня 1966 року по 9 грудня 1968 року — 1-й секретар Ждановського міського комітету КПУ Донецької області.
У 1968—1970 роках — завідувач відділу організаційно-партійної роботи ЦК КПУ.
У квітні 1970 — 4 листопада 1985 року — 1-й секретар Київського обласного комітету КПУ.
Починаючи з 1970 року, чотири рази обирався депутатом Верховної Ради СРСР.
Після виходу на пенсію у 1985 році переїхав до Москви, де й помер 14 квітня 1987 року. Похований на Кунцевському цвинтарі.

## Нагороди
Нагороджений тринадцятьма орденами, в тому числі: трьома орденами Леніна, Кутузова 3-го ступеня (06.03.1945), Вітчизняної війни 1-го (06.04.1985) та 2-го (26.07.1944) ступеня, Червоної Зірки (31.12.1943), Жовтневої Революції, двома орденами Трудового Червоного Прапора (.12.1977), орденом Знак Пошани та медалями.

## Пам'ять
Ім'ям В. М. Цибулька названо вулицю у Приморському районі міста Маріуполя.